# 速哥
速哥（?—?），元朝将领。忽鲁忽儿的儿子。
1254年，跟随都元帅帖哥火鲁赤入四川，屡立战功。在巴州（今四川巴中）夺回被宋军围陷的万户刘七哥等。跟随都元帅纽璘击败南宋将领姚德，攻破云顶山城，又在三曹山大败宋军。1261年，忽必烈赐银符，1266年，和行院帖赤和宋军激战九顶山。1267年，四川行省署为本军总管，取泸川。1268年，立德州，以速哥为达鲁花赤，擢陕西五路四川行省左右司员外郎。1270年，跟随也速带儿在马湖江击败宋军。平章政事赛典赤推荐，为行尚书省员外郎。1272年，跟随奥鲁赤征伐建都蛮，为先锋，破黎州火尾寨，攻克连云关。在建都东山，斩杀建都首领布库。1273年，攻打碉楼诸蛮，破连环城，在七盘山击败宋军，升为新军万户。1274年，赐虎符，管授军万户。1275年，派兵在麻平打败宋将昝万寿。紫云、泸州、叙州等城降元，围重庆，击败重庆守臣张万，有战功。1277年，为镇守万户、嘉定总管府达鲁花赤。1278年，破重庆。升任成都水军万户，改任重庆夔府等路宣抚、招讨两司军民达鲁花赤。1279年，担任四川南道宣慰使，镇守重庆府、夔州、施州、黔州、忠州、万州、云州、涪州、泸州等州。1282年，速哥担任顺元等路军民宣慰使，征讨亦奚不薛，经理西南各族地区，东连九溪十八峒，南至交趾，西至云南，均受节制。1287年，转任河东陕西等路万户府达鲁花赤，被军民挽留。1292年，入朝，加都元帅，改河东陕西等处万户府达鲁花赤。1294年，佥书四川行枢密院事，在茂州击败土番。1295年，行院罢，家居数年后去世。其子寿不赤，袭为河东陕西等处万户府达鲁花赤。

## 延伸阅读
[在维基数据编辑]
 《元史·卷131》，出自宋濂《元史》
 《新元史/卷164》，出自柯劭忞《新元史》